# NBAカップ
NBAカップ（NBA Cup、スポンサー名義でエミレーツNBAカップ）は、北米プロバスケットボールリーグNBAにおいて2023-24シーズンから導入された、レギュラーシーズン中に開催されるトーナメントである。
当初は、NBAインシーズン・トーナメント（NBA in-season tournament）と呼ばれていた。

## 歴史
2023年7月6日にESPNによって、同月11月3日から12月9日にかけてインシーズン・トーナメントが開催されることが発表された。
7月8日にはフォーマットやグループに加え、セミファイナルとチャンピオンシップはラスベガスのT-モバイル・アリーナで開催されることが発表された。
12月12日にリーグは大会後に、MVPとNBAオールトーナメントチームを選出すると発表した。オールトーナメントは大会で「最も目立った5選手」が選ばれる。
2024年2月8日、NBAがエミレーツ航空とパートナーシップを締結したのを機に、大会の名称をNBAカップに変更することが発表された。

## フォーマット
トーナメントのフォーマットはヨーロッパのサッカーリーグをモデルとしている。
- グループステージは6グループ（イースタン・カンファレンス、ウェスタン・カンファレンスでそれぞれ3グループ）で構成され、各グループは5チームが所属。

- 11月の火曜日と金曜日には、各グループ内での試合が行われる（ホーム2試合、アウェー2試合）。これらの試合はレギュラーシーズンの試合にカウントされる。

- 各グループで1位の6チームと、敗退した中で成績の良かった2チームの合計8チームでトーナメントを行う。

- 準決勝戦と決勝戦はラスベガスで開催される。

- トーナメントで優勝したチームには賞金として選手全員に50万ドル、準優勝したチームには20万ドル、セミファイナルで敗れた2チームには10万ドル、1回戦で敗れた4チームには5万ドルが与えられる。

## ユニフォームとコート
トーナメントの期間中、ホームチームは「シティ・エディション・ユニフォーム」と呼ばれる特別なデザインのユニフォームを着用する。また、コートのデザインは、中心部にトロフィーのイラストが描かれた特別なものが使用される。

## 結果
| 年      | ウェスタン・カンファレンス | 結果    | イースタン・カンファレンス | MVP                  | 会場                               |
| ------- | -------------------------- | ------- | -------------------------- | -------------------- | ---------------------------------- |
| 2023-24 | ロサンゼルス・レイカーズ   | 123-109 | インディアナ・ペイサーズ   | レブロン・ジェームズ | T-モバイル・アリーナ（ラスベガス） |
| 2024-25 | オクラホマシティ・サンダー | 81-97   | ミルウォーキー・バックス   | ヤニス・アデトクンポ | T-モバイル・アリーナ（ラスベガス） |

## 統計

### チーム別成績
| クラブ名                   | 優 | 準 | 優勝年度 | 準優勝年度 |
| -------------------------- | -- | -- | -------- | ---------- |
| ロサンゼルス・レイカーズ   | 1  | 0  | 2023     |            |
| ミルウォーキー・バックス   | 1  | 0  | 2024     |            |
| インディアナ・ペイサーズ   | 0  | 1  |          | 2023       |
| オクラホマシティ・サンダー | 0  | 1  |          | 2024       |